# Hluboce eutektické rozpouštědlo
Hluboce eutektické rozpouštědlo je eutektická směs Lewisovy nebo Brønstedovy kyseliny a zásady.
Patří mezi iontové kapaliny se speciálními vlastnostmi. Obsahují jednu nebo více sloučenin, tvořící eutektickou směs s teplotou tání mnohem nižší než mají její čisté složky.

## Příklad
Jeden z největších poklesů teploty tání se objevuje u směsi cholin chloridu a močoviny s molárním poměrem 1:2. Vzniklá směs má teplotu tání 12 °C (mnohem méně, než cholin, 302 °C, a močovina, 133 °C), je tedy tekutá za pokojové teploty.